# 229 a.C.
Il 229 a.C. (CCXXIX a.C. in numeri romani) è un anno  del III secolo a.C.

## Eventi
- Scoppia la guerra tra Sparta e la Lega achea.
- Data la giovane età di Filippo V, Antigono III diventa reggente del regno di Macedonia.
- Cina - Il Qin conquista lo Zhao.

## Nati
- Lucio Emilio Paolo Macedonico, politico e militare romano († 160 a.C.)
- Tito Quinzio Flaminino, militare e politico romano († 174 a.C.)
- Qin Er Shi Huangdi, imperatore cinese († 207 a.C.)

## Morti
- Amilcare Barca, generale e politico cartaginese
- Demetrio II Etolico, re macedone antico (n. 275 a.C.)